# Ainudrilus geminus
Ainudrilus geminus är en ringmaskart som beskrevs av Erséus 1990. Ainudrilus geminus ingår i släktet Ainudrilus och familjen glattmaskar. Inga underarter finns listade i Catalogue of Life.